# 仓库城
仓库城（德語：Speicherstadt; 發音：[ˈʃpaɪ̯çɐˌʃtat] ⓘ）位于德国汉堡港，长1.5公里，面积达63万平方米，是世界最大的桩基础仓库区，兴建于1883年到1927年。
2005年，仓库城处理世界三分之一的地毯，可可，咖啡，茶叶，香料，海事设备，电子产品等货物。
仓库城的建筑为哥特复兴式多层红砖建筑，带有小塔楼，从水路和陆路都有入口。
目前此区为汉堡的旅游景点之一并拥有一些博物馆，如微缩景观世界、汉堡地牢、海关博物馆等。
2015年7月列入世界遗产。

## 图片

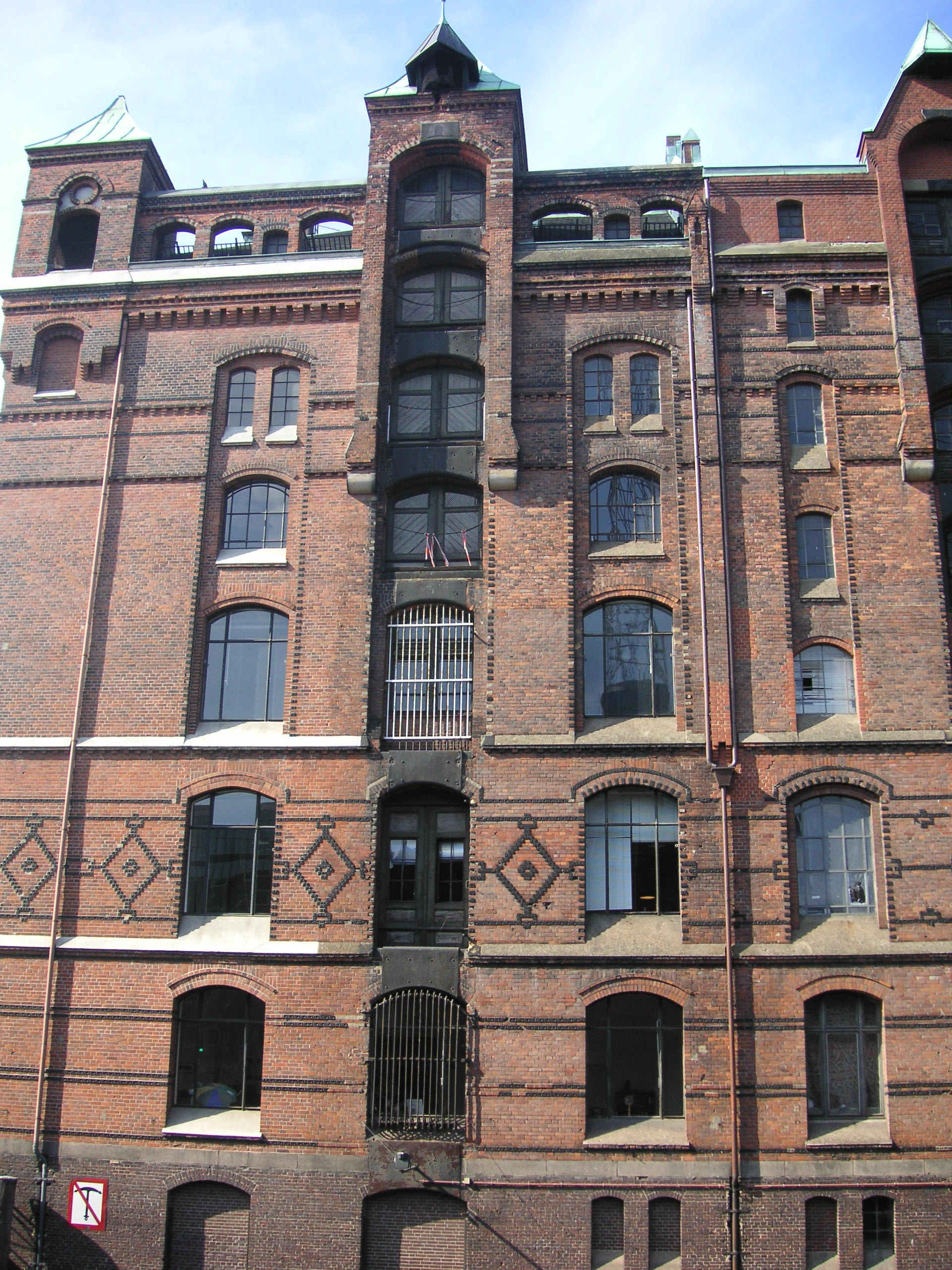
其中一栋大楼

53°32′36″N 9°59′31″E / 53.54333°N 9.99194°E